# Keserűgyökér
A keserűgyökér (Picris) egy növénynemzetség, melyet az őszirózsafélék (Asteraceae) családjába, és azon belül a katángformák (Cichorioideae) alcsaládjába sorolják. A nemzetségbe virágos növények (Spermatophyta) tartoznak, hiszen a szárak végén virágokat (flos) hoznak. Típusfaja az közönséges keserűgyökér (Picris hieraciodes).

## Elterjedése

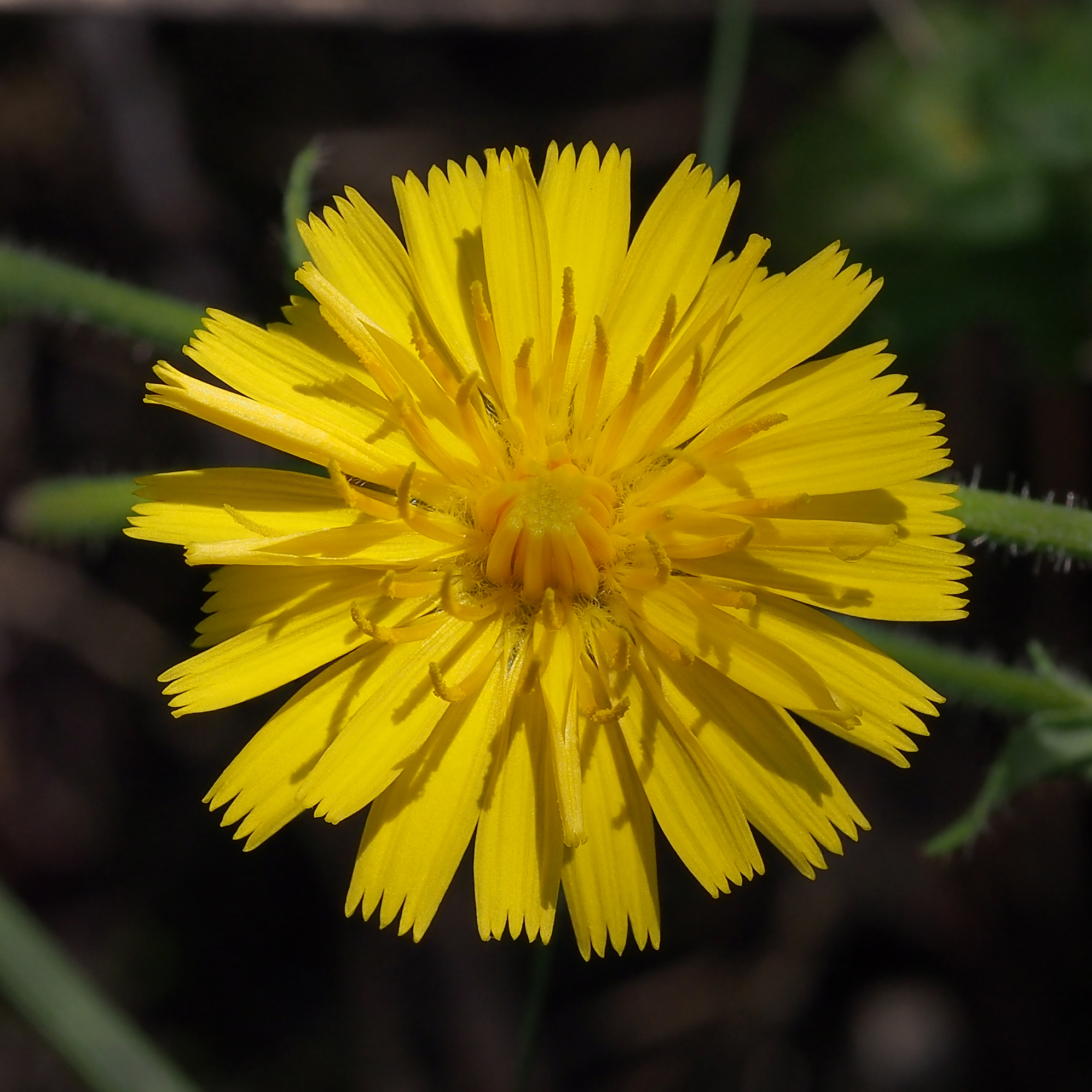
Sárga szirmos virágú keserűgyökér

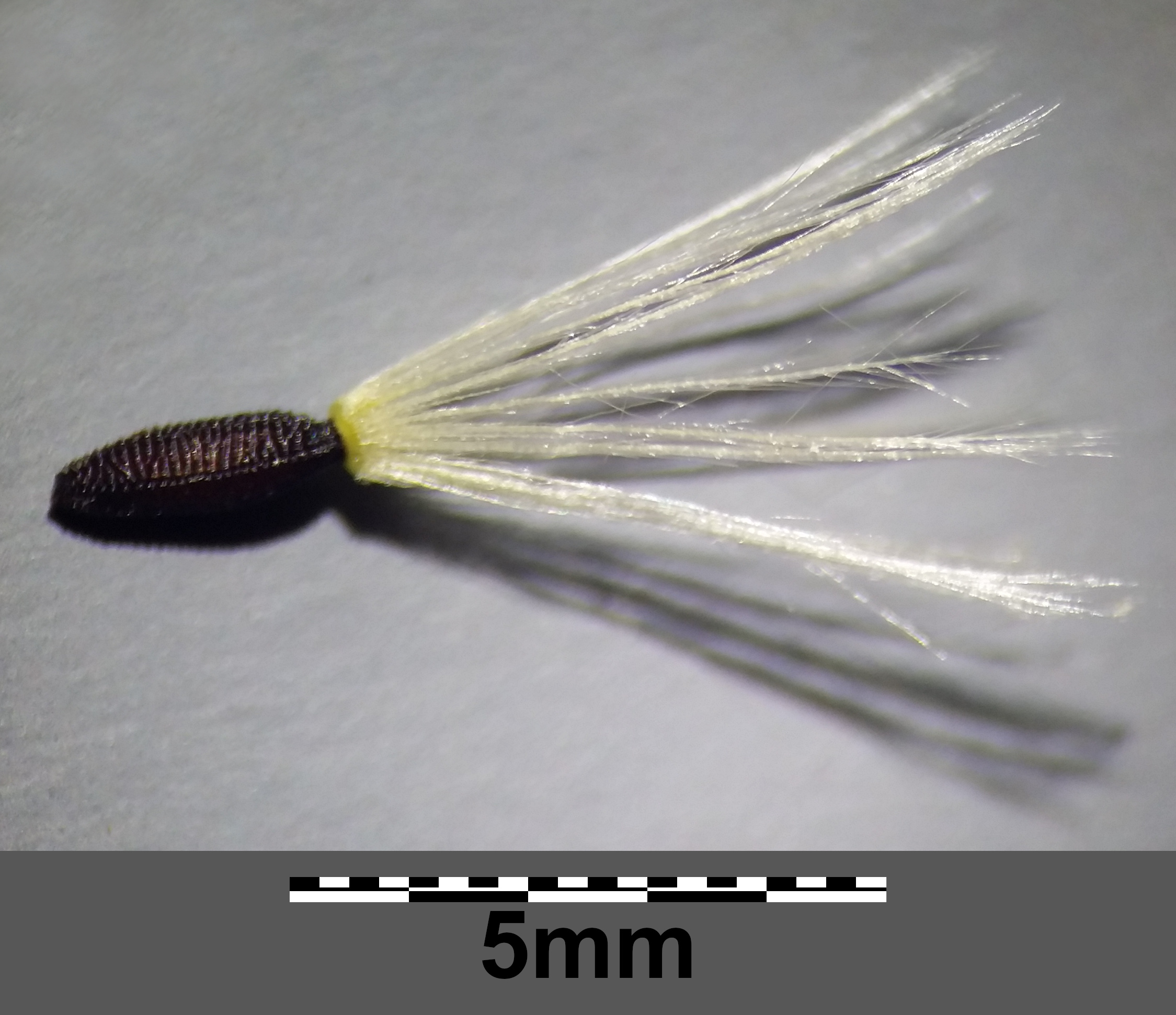
Egy keserűgyökér repülőszőrös magja

A nemzetség már világszerte elterjedt (Európa, Ázsia, Afrika, Ausztrália), Amerikát kivéve. Emiatt a keserűgyökerek sok rovarnak adnak élelmet, például pillangóknak, méheknek, hernyóknak. A legelőkön, kaszálókon, gyepeken és réteken élnek, ezért a patás állatok is szívesen lelegelik. Még utak, folyók és tavak mellett is előfordulnak, viszont kapált területeken nem tudnak megélni. Gyomnövénynek számít, mivel a földművelésre használt talajból is kinőnek.

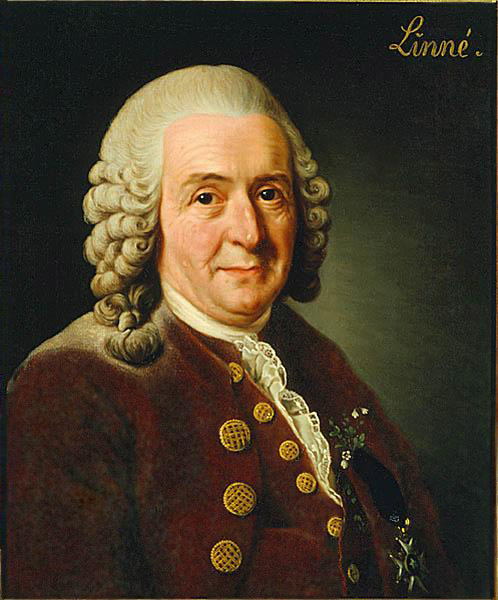
Carl von Linné: a növénynemzetség leírója

## Leírása
A keserűgyökér minden fajának vékony szára van. A virágokon élénk sárga szirmok találhatók. Fogas szélű levelei hosszúkásak és lándzsásak. A szirmok elszáradása után repülőszőrös magok fejlődnek ki, melyek a szél segítségével repülnek el más tájakra és ott hajtanak ki a földből.

## Felfedezése
A Picris nemzetséget először Carl von Linné svéd természettudós írta le 1753-ban. Linné kezdetben négy fajt írt le, a P. hieracioides-t, a P. echioides-t, a P. pyrenaica-t és a P. asplenioides-t. 1913-ban Britton és Brown a P. asplenioides-t javasolta a nemzetség típusfajának. Ezt követően 1930-ban Hitchcock és Green a P. hieracioides-t javasolta típusfajként. A Hitchcock és Green javaslatát Lack 1975-ben fogadta el, Jarvis pedig 1992-ben. Lack azzal érvelt, hogy Linné soha nem látta a P. asplenioides fajt, amelyet Linné homályos fajnak tekintett, és egyetlen példányt sem találtak a Linnean Herbarium-ban. Emiatt Lack arra a következtetésre jutott, hogy a P. hieracioides-nek típusfajnak kell lennie.
1794-ben Conrad Moench német botanikus leírta a Medicusia nemzetséget és a M. aspera fajt. Ezt a nemzetséget nem fogadták el, és a Picris szinonimájaként tartják számon. Az M. aspera a P. rhagadioloides szinonimája is. A Picris a görög „picros” szóból származik, jelentése „keserű”, utalva a növénynemzetség egyes fajainak keserű ízére, erről nevezték el nemzetséget.

## Rendszerezés
A nemzetségbe összesen 65 faj tartozik:
- Picris altissima
- Picris amalecitana
- Picris angustifolia
- Picris aspera
- Picris asplenioides
- Picris atlantica
- Picris babylonica
- Picris barbarorum
- Picris bracteatus
- Picris burbidgeae
- Picris campylocarpa
- Picris comosa
- Picris compacta
- Picris conyzoides
- Picris cupuligera
- Picris cyanocarpa
- Picris cyprica
- Picris cyrenaica
- Picris davurica
- Picris divaricata
- Picris drummondii
- Picris eichleri
- Picris evae
- Picris flexuosa
- Picris galilaea
- Picris helminthioides
- Közönséges keserűgyökér (Picris hieracioides)
- Picris hispanica
- Picris hispidissima
- Picris humilis
- Picris japonica
- Picris junnanensis
- Picris kotschyi
- Picris littoralis
- Picris longifolia
- Picris longirostris
- Picris macloviana
- Picris macrantha
- Picris macrorhiza
- Picris manginiana
- Picris morrisonensis
- Picris nigricans
- Picris nuristanica
- Picris ohwiana
- Picris olympica
- Picris pauciflora
- Picris pygmaea
- Picris racemosa
- Picris rhagadioloides
- Picris rivularis
- Picris sancta
- Picris scaberrima
- Picris scabra
- Picris senecioides
- Picris sinuata
- Picris spinosissima
- Picris squarrosa
- Picris strigosa
- Picris sulphurea
- Picris wagenitzii
- Picris willkommii
- Picris xylopoda

## Fordítás
- Ez a szócikk részben vagy egészben  a   Picris című angol Wikipédia-szócikk fordításán alapul.  Az eredeti cikk szerkesztőit annak laptörténete sorolja fel. Ez a jelzés csupán a megfogalmazás eredetét és a szerzői jogokat jelzi, nem szolgál a cikkben szereplő információk forrásmegjelöléseként.